# رنه لوئی دو ووایه دو پولمی دارژنسون
رنه لوئی دو ووایه دو پولمی دارژنسون (به فرانسوی: René-Louis de Voyer de Paulmy d'Argenson) سیاست‌مدار و نویسنده قرن هفدهم میلادی اهل فرانسه است.